# Demut Simon Jenő
Demut Simon Jenő (? – Besztercebánya, 1839. március 6.) jogász, bölcsész, katolikus pap.

## Élete
Bölcseleti s jogi doktor, besztercebányai  áldozópap, szentszéki jegyző és püspöki levéltárnok, a budapesti egyetem jogi karának tagja, Zólyom megye táblabirája; a püspöki lyceumban az erkölcsi teológia, pastoralis és neveléstan volt tanára.

## Munkái
Epigraphe quam immortali monimento divi Francisci I. imperatoris et regis apostolici, in anniversario obitus die de pietate et tenuitate sua indicit dicavit. Neosolii, 1836.